# Віана-ду-Каштелу
Віа́на-ду-Каште́лу (порт. Viana do Castelo; МФА: [vi.ˈɐ.nɐ du kɐʃ.ˈte.ɫu]) — муніципалітет і місто в Португалії, в окрузі Віана-ду-Каштелу. Адміністративний центр округу.  Розташований у північно-західній частині країни, на березі Атлантичного океану, на теренах історичної португальської провінції Дору-Міню. Належить до Віано-Каштельської діоцезії Католицької церкви в Португалії. Права міського самоврядування має з 1258 року. Поділяється на 27 парафій. За адміністративним поділом, чинним до 1976 року, був складовою провінції Міню. Площа муніципалітету — 319,02 км², населення муніципалітету — 88725 ос. (2011); густота населення — 278,12 осіб/км²
. Патрон — Діва Марія. Святковий день муніципалітету — 20 серпня. Поштовий індекс — 4900.  Код місцевої адміністративної одиниці — 1609. Складова статистичного регіону Північ. Центр Віано-Каштельського єпископства.

## Назва
- Віа́на-ду-Каште́лу (порт. Viana do Castelo, МФА: [vi.ˈɐ.nɐ du kɐʃ.ˈte.ɫu][1], «Віана Замкова»; стара орфографія: порт. Vianna do Castello) — сучасна португальська назва.
- Віа́на (порт. Viana,  МФА: [vi.ˈɐ.nɐ]) — коротка назва, що використовувалася на до 1848 року.
- Віа́на Каште́льська, або Віа́на Півні́чна — на противагу південній Віані Алентезькій.
- Віана-Лі́мська (порт. Viana da Foz do Lima, МФА: [vi.ˈɐ.nɐ dɐ ˈfoʒ du ˈɫi.mɐ], «Віана в гирлі Ліми») — первісна середньовічна назва.
- Віа́на Міні́йська (порт. Viana do Minho, «Віана в Міню») — на противагу південній Віані в Алентежу.
- Віа́на-де́ль-Касте́ло (ісп. Viana del Castelo, МФА: [ˈbja.na dɛl kas.ˈte.lo][2]) — іспанська назва.
- Віа́на-до-Касте́ло (ст.-порт. Viana do Castelo) — стара португальська назва.

## Географія
Віана-ду-Каштелу розташована на північному заході Португалії, на південному заході округу Віана-ду-Каштелу.
Місто розташоване за 335 км на північ від столиці Португалії міста Лісабон на березі Атлантичного океану в гирлі річки Ліма.
Віана-ду-Каштелу межує на півночі з муніципалітетом Каміня, на сході — з муніципалітетом Понте-де-Ліма, на півдні — з муніципалітетами Барселуш і Ешпозенде. На заході омивається водами Атлантичного океану.

### Клімат
Місто знаходиться у зоні, котра характеризується середземноморським кліматом. Найтепліший місяць — липень із середньою температурою 20.5 °C (68.9 °F). Найхолодніший місяць — січень, із середньою температурою 9.5 °С (49.1 °F).
| Клімат Віани-ду-Каштелу | Клімат Віани-ду-Каштелу | Клімат Віани-ду-Каштелу | Клімат Віани-ду-Каштелу | Клімат Віани-ду-Каштелу | Клімат Віани-ду-Каштелу | Клімат Віани-ду-Каштелу | Клімат Віани-ду-Каштелу | Клімат Віани-ду-Каштелу | Клімат Віани-ду-Каштелу | Клімат Віани-ду-Каштелу | Клімат Віани-ду-Каштелу | Клімат Віани-ду-Каштелу | Клімат Віани-ду-Каштелу |
| Показник                | Січ.                    | Лют.                    | Бер.                    | Квіт.                   | Трав.                   | Черв.                   | Лип.                    | Серп.                   | Вер.                    | Жовт.                   | Лист.                   | Груд.                   | Рік                     |
| Абсолютний максимум, °C | 23                      | 25                      | 28,6                    | 31,6                    | 34,3                    | 38,6                    | 38                      | 38,2                    | 36,4                    | 32,8                    | 26,2                    | 24,6                    | 38,6                    |
| Середній максимум, °C   | 14,3                    | 15,2                    | 17,2                    | 18,1                    | 20                      | 23,8                    | 26                      | 26                      | 24,4                    | 20,7                    | 17,3                    | 15,1                    | 19,8                    |
| Середня температура, °C | 9,5                     | 10,5                    | 12                      | 13,4                    | 15,4                    | 18,6                    | 20,5                    | 20,3                    | 18,9                    | 15,7                    | 12,5                    | 10,7                    | 14,8                    |
| Середній мінімум, °C    | 4,7                     | 5,8                     | 6,9                     | 8,6                     | 10,8                    | 13,3                    | 15,1                    | 14,6                    | 13,4                    | 10,8                    | 7,7                     | 6,3                     | 9,8                     |
| Абсолютний мінімум, °C  | −3,9                    | −2,9                    | −1,1                    | −0,6                    | 0,8                     | 4,7                     | 8,7                     | 8                       | 3,8                     | 2,4                     | −1,9                    | −4                      | −4                      |
| Норма опадів, мм        | 189.9                   | 168                     | 105.3                   | 117.7                   | 105.5                   | 56.1                    | 28.4                    | 30.6                    | 95.7                    | 163.9                   | 180.8                   | 228.3                   | 1470.2                  |
| Днів з опадами          | 16,3                    | 15                      | 13,9                    | 15,3                    | 14,5                    | 9,2                     | 6,6                     | 6,5                     | 9                       | 15                      | 15                      | 17,3                    | 153,6                   |
| ----------------------- | ----------------------- | ----------------------- | ----------------------- | ----------------------- | ----------------------- | ----------------------- | ----------------------- | ----------------------- | ----------------------- | ----------------------- | ----------------------- | ----------------------- | ----------------------- |
| Джерело: Weatherbase    |                         |                         |                         |                         |                         |                         |                         |                         |                         |                         |                         |                         |                         |

## Історія
Терени сучасного міста Віана-ду-Каштелу були заселені в мезолітичну добу. За часів римського панування існувало поселення біля гори Санта-Лузія.
1253 року португальські поселенці заснували поселення Віана (порт. Viana). 1258 року португальський король Афонсу III надав йому форал, яким визнав за поселенням статус містечка та муніципальні самоврядні права. Містечко отримало нову назву — Віана-да-Фош-ду-Ліма (порт. Viana da Foz do Lima, «Віана у гирлі Ліми»). Рік надання королівської хартії вважається роком заснування міста.
У XVI столітті порт міста набув важливого значення як один з головних портів, з якого португальські дослідники виходили робити свої відкриття. Найбільш примітні будівлі міста належать до цієї епохи. Місцевий фольклор належить до числа найбагатших в країні.

## Населення
| Кількість мешканців | Кількість мешканців | Кількість мешканців | Кількість мешканців | Кількість мешканців | Кількість мешканців | Кількість мешканців | Кількість мешканців | Кількість мешканців | Кількість мешканців | Кількість мешканців | Кількість мешканців | Кількість мешканців | Кількість мешканців | Кількість мешканців |
| ------------------- | ------------------- | ------------------- | ------------------- | ------------------- | ------------------- | ------------------- | ------------------- | ------------------- | ------------------- | ------------------- | ------------------- | ------------------- | ------------------- | ------------------- |
| 1864                | 1878                | 1890                | 1900                | 1911                | 1920                | 1930                | 1940                | 1950                | 1960                | 1970                | 1981                | 1991                | 2001                | 2011                |
| 42 526              | 43 033              | 46 259              | 47 311              | 51 466              | 52 858              | 53 380              | 62 856              | 70 331              | 75 320              | 70 455              | 81 009              | 83 095              | 88 631              | 88 725              |

## Пам'ятки
- Пам'ятник місцевому фольклору біля вокзалу.
- Базиліка на горі Санта Лючія.
- Фунікулер до базиліки на горі Санта Лючія.
- Судно "GIL EANNES" — плавуча лікарня, перетворена на музей.
- Міст Гюстава Ейфеля через річку Ліма.
- На площі Республіки 1 січня 2009 року було встановлено пам'ятник уродженцю Віана-ду-Каштелу мандрівникові Діого Альваресу Корреї (Карамуру) і його дружині Катерині Парагвассу. Автор монумента — Жозе Родрігес (порт. Jose Rodrigues).

## Транспорт
Морський порт. Залізнична станція. Автостради Віана-ду-Каштелу — Понте-да-Барка (A27), Порту — Каміня (A28), N13, N202.

## Парафії
- Афіф
- Алварайнш
- Амонда
- Віла-Нова-де-Аньян
- Ареоза
- Баррозелаш
- Кардіелуш
- Карресу
- Карвоейру
- Каштелу-ду-Нейва
- Шафе
- Даркою
- Деокріште
- Деан
- Фрейшіейру-де-Сотелу
- Ланьезеш
- Мазарефеш
- Меадела
- Мейшеду
- Монсеррате
- Монтарія
- Морейра-де-Жераш-ду-Ліма
- Мужайнш
- Нейва
- Ногейра
- Отейру
- Перре
- Портела-Сузан
- Санта-Леокадія-де-Жераш-ду-Ліма
- Санта-Марта-де-Портузелу
- Санта-Марія-де-Жераш-ду-Ліма
- Санта-Марія-Майор
- Серрелейш
- Субпортела
- Торре
- Віла-де-Пунье
- Віла-Франка
- Віла-Фрія
- Віла-Мо
- Вілар-де-Муртеда

## Галерея

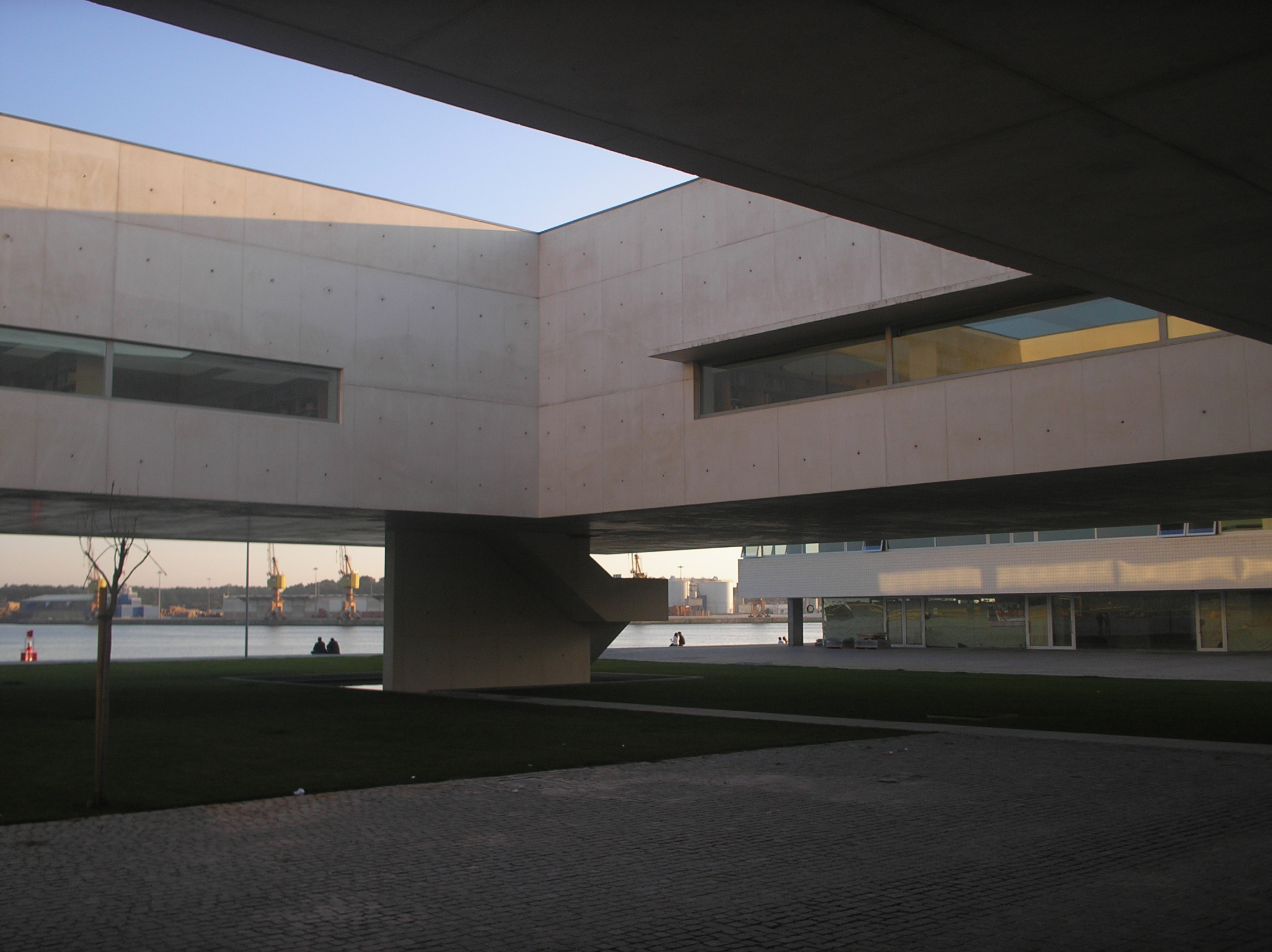
Муніципальна бібліотека
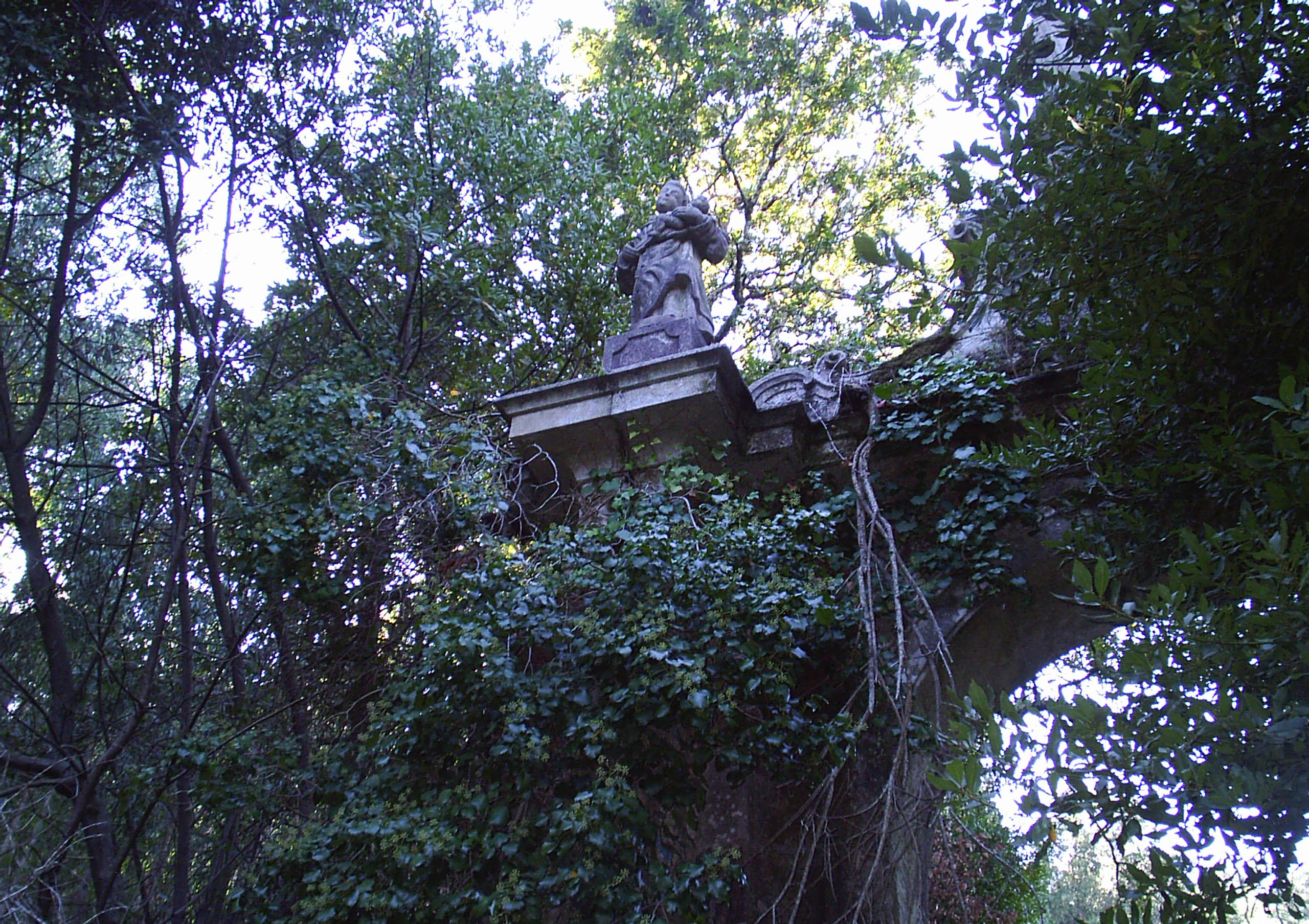
Монастир Святого Франциска
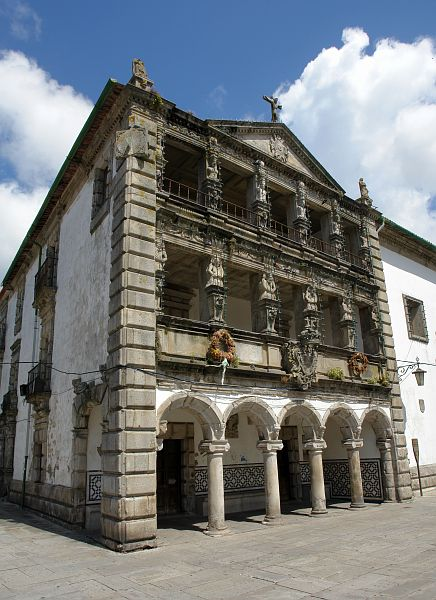
Будинок Милосердя Віана-ду-Каштелу
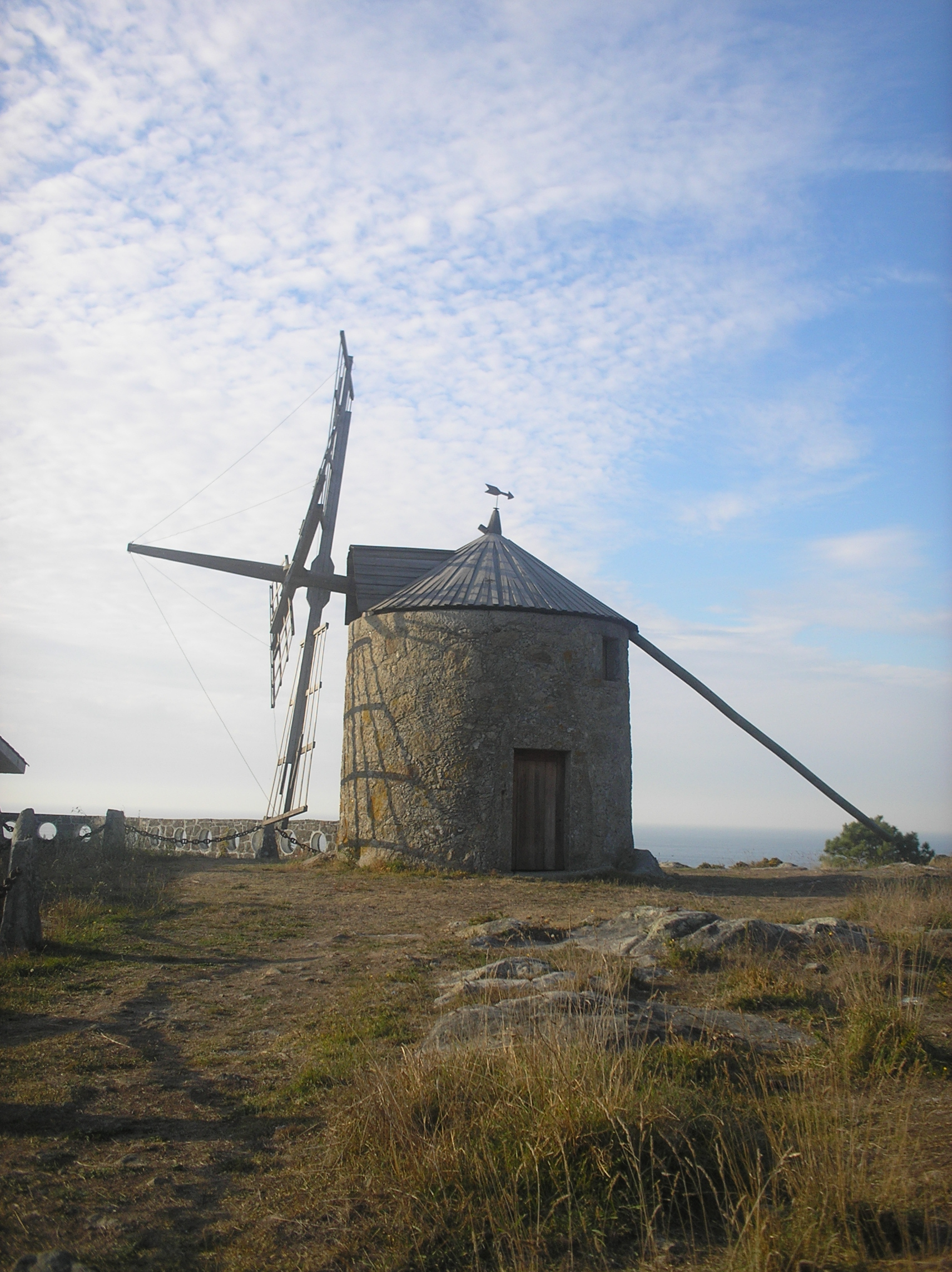
Млин Монтедур
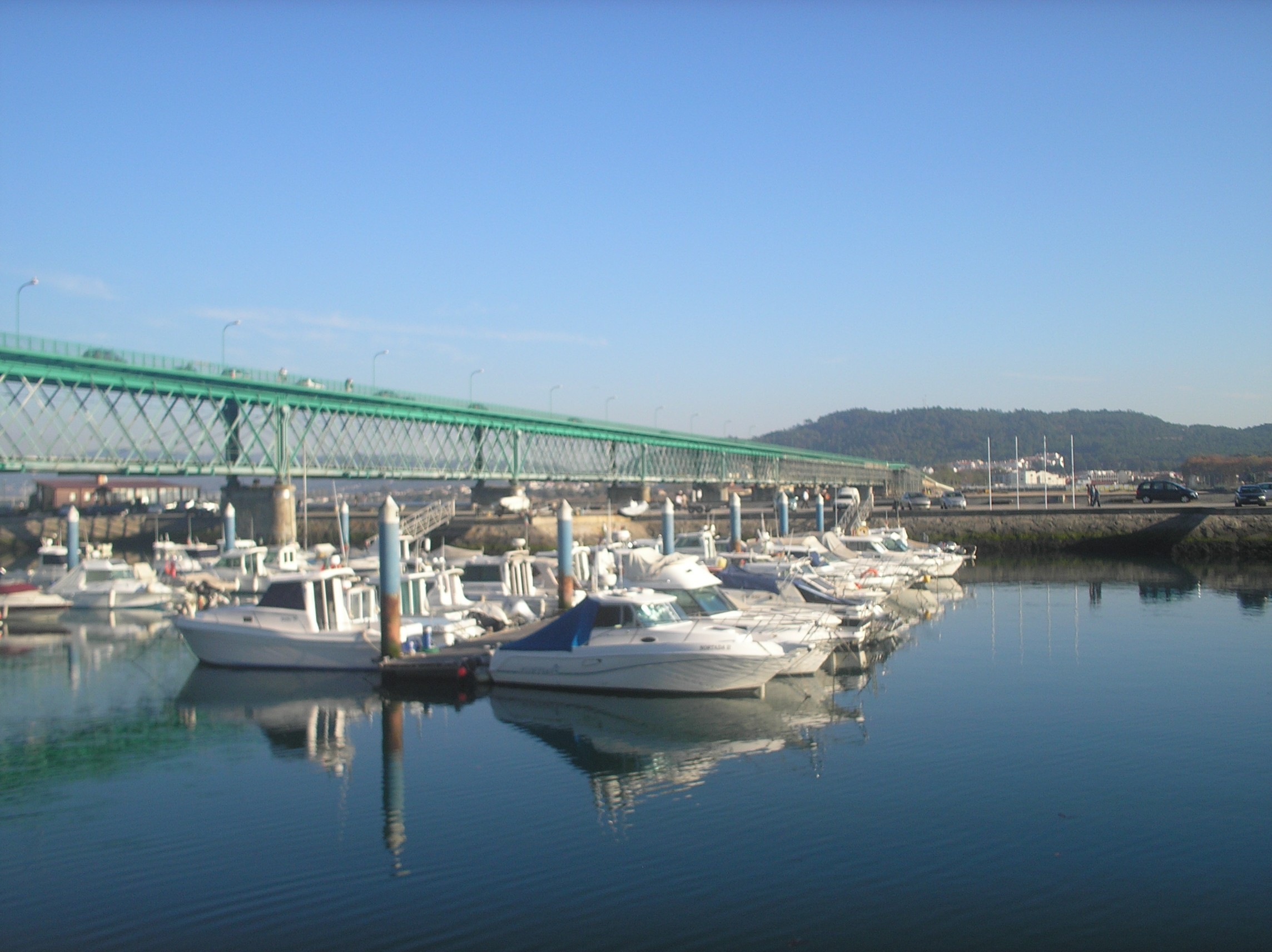
Міст Ейфель
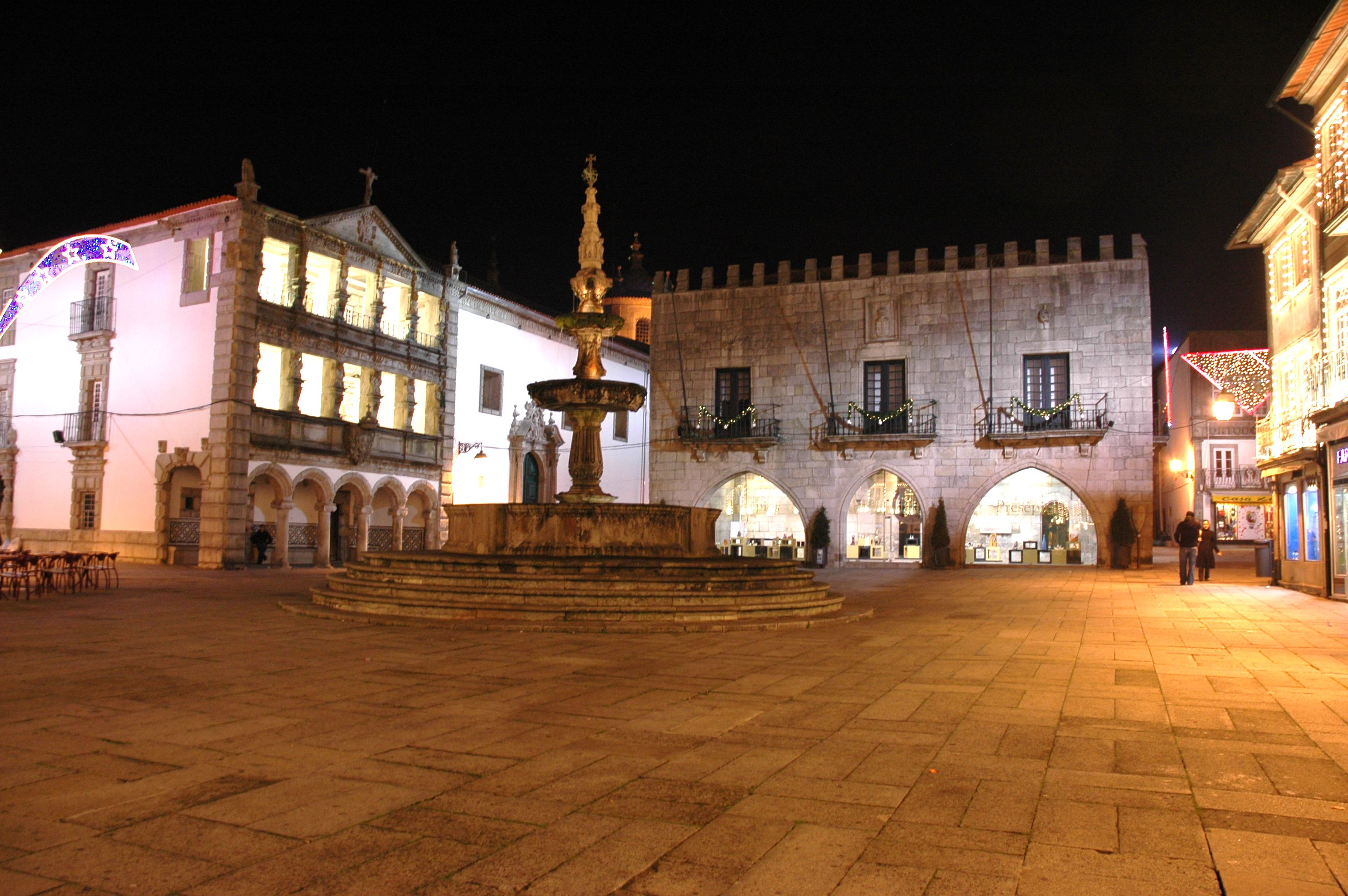
Площа Республіки
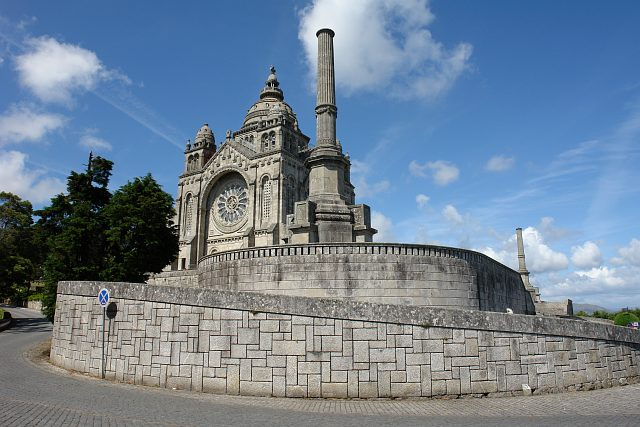
Церква Санта-Лузія
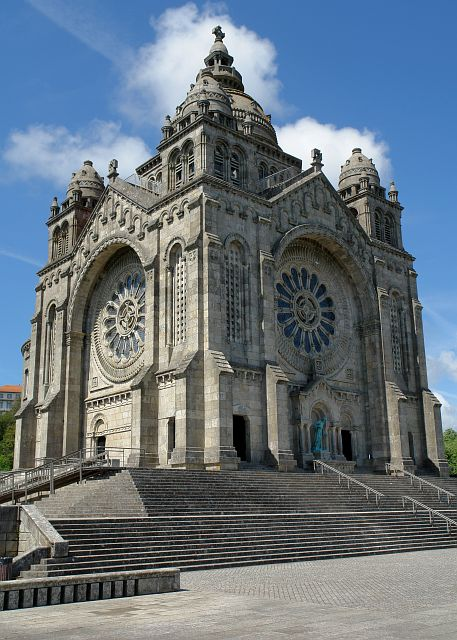
Церква Санта-Лузія
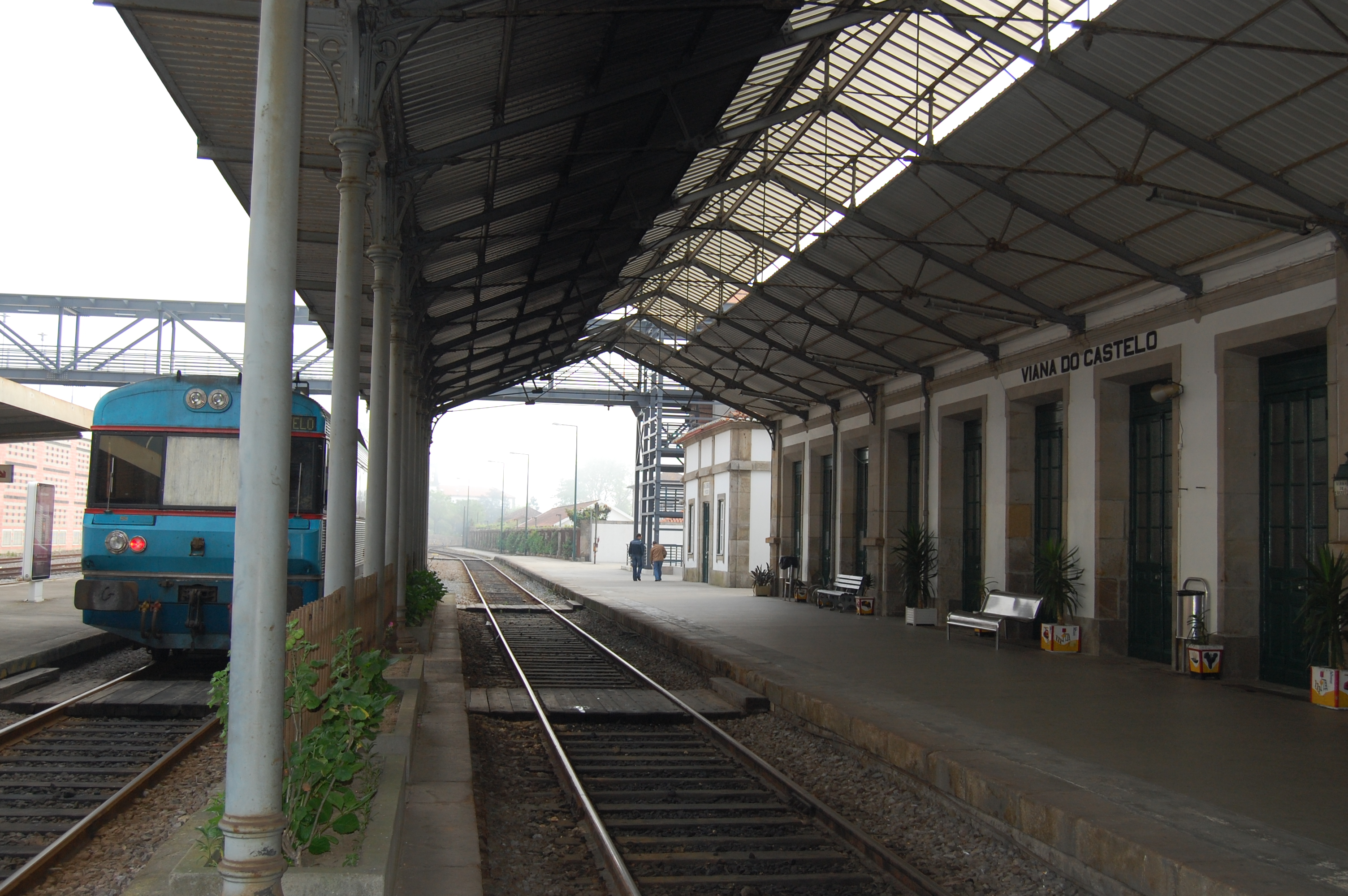
Залізнична станція

## Міста-побратими
1. – Авейру, Португалія [5]